# Bertil Gottsén
John Bertil Gottsén, född 16 april 1921 i Stockholm, död 28 september 1985 på Värmdö, Uppland, var en svensk målare.    
Han var son till sjöingenjören John Gottsén och Anna Jönsson och 1951–1957 gift med Margareta Andersson. Efter avslutad skolgång tillbringade Gottsén några år till sjöss innan han studerade konst vid Signe Barths målarskola i Stockholm 1944–1946 och danska konstakademien i Köpenhamn 1947 samt vid Konsthögskolan i Stockholm 1948–1953 och under studieresor till bland annat Frankrike, Italien och Spanien. Han vistades i Paris 1951–1952 på franska statens utbildningsstipendium och han tilldelades Ester Lindahls resestipendium 1958. Han medverkade i grupputställningar med på Studenternas konststudio i Uppsala, Galeri Blanche och Gummesons konsthall samt medverkade i Sveriges allmänna konstförenings salonger 1950 och 1952 och i Nationalmuseums Unga tecknare. År 1953 började Bertil Gottsén undervisa vid Kungliga Tekniska Högskolans arkitektursektion, avdelningen för formlära, där han verkade fram till sin död. Från början av 1960-talet undervisade han också vid avdelningen för textil konst och formgivning (mönsterteori) samt vid avdelningen för färg och form på Konstfack i Stockholm. Som mycket uppskattad konstpedagog var han under 1970-talet på förslag som rektor för Konstfack. Gottsén är representerad vid Moderna museet i Stockholm. Han är begravd på Sandsborgskyrkogården i Stockholm.